# Hospital São Paulo
O Hospital São Paulo (HSP), Hospital Universitário da UNIFESP, foi inaugurado em 1940, sendo o primeiro hospital-escola do Brasil a ser especificamente construído com essa finalidade. Localizado na Vila Clementino, São Paulo, é vinculado à Escola Paulista de Medicina (EPM) e à Escola Paulista de Enfermagem (EPE), fundadas em 1933 e 1939, respectivamente, e é gerenciado pela SPDM (Associação Paulista para o Desenvolvimento da Medicina), sendo localizado no Campus São Paulo da Universidade Federal de São Paulo.
Possui mais de 95 especialidades, 160 subespecialidades, 750 leitos e 130 ambulatórios, atendendo diversos casos, incluindo os de alta complexidade. Além do Hospital englobar as áreas cirúrgicas, há ambulatórios espalhados na Vila Clementino, complementando o atendimento do HSP. É referência em relação à residência médica no Brasil, uma das primeiras implantadas no país, abrangendo, atualmente, mais de 100 programas. Em janeiro de 1990 abrigou o primeiro transplante de pulmão no Estado de São Paulo. A operação, coordenada pelo cirurgião torácico Vicente Forte, ocorreu de maneira satisfatória, sendo um marco importante para a área de transplantes do Brasil.

## HU2 e Hemocentro

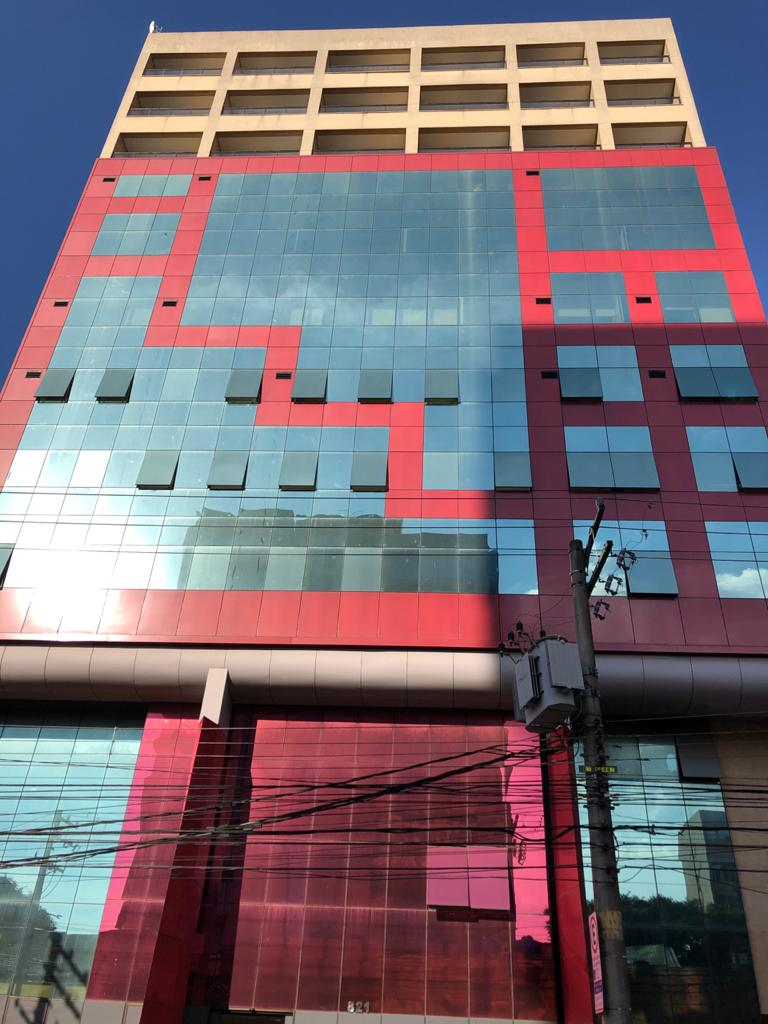
Imagem da fachada do HU2

O Hospital São Paulo possui algumas instalações que auxiliam o seu funcionamento, como o Hospital Universitário 2 (HU2), que serve como ponto estratégico para atendimentos ambulatoriais e procedimentos de baixa e média complexidade, inaugurado no final de 2018. O edifício conta com 16 andares, abrigando 120 consultórios, seis salas cirúrgicas, 25 leitos de internação/dia e sete leitos de recuperação pós anestesia.

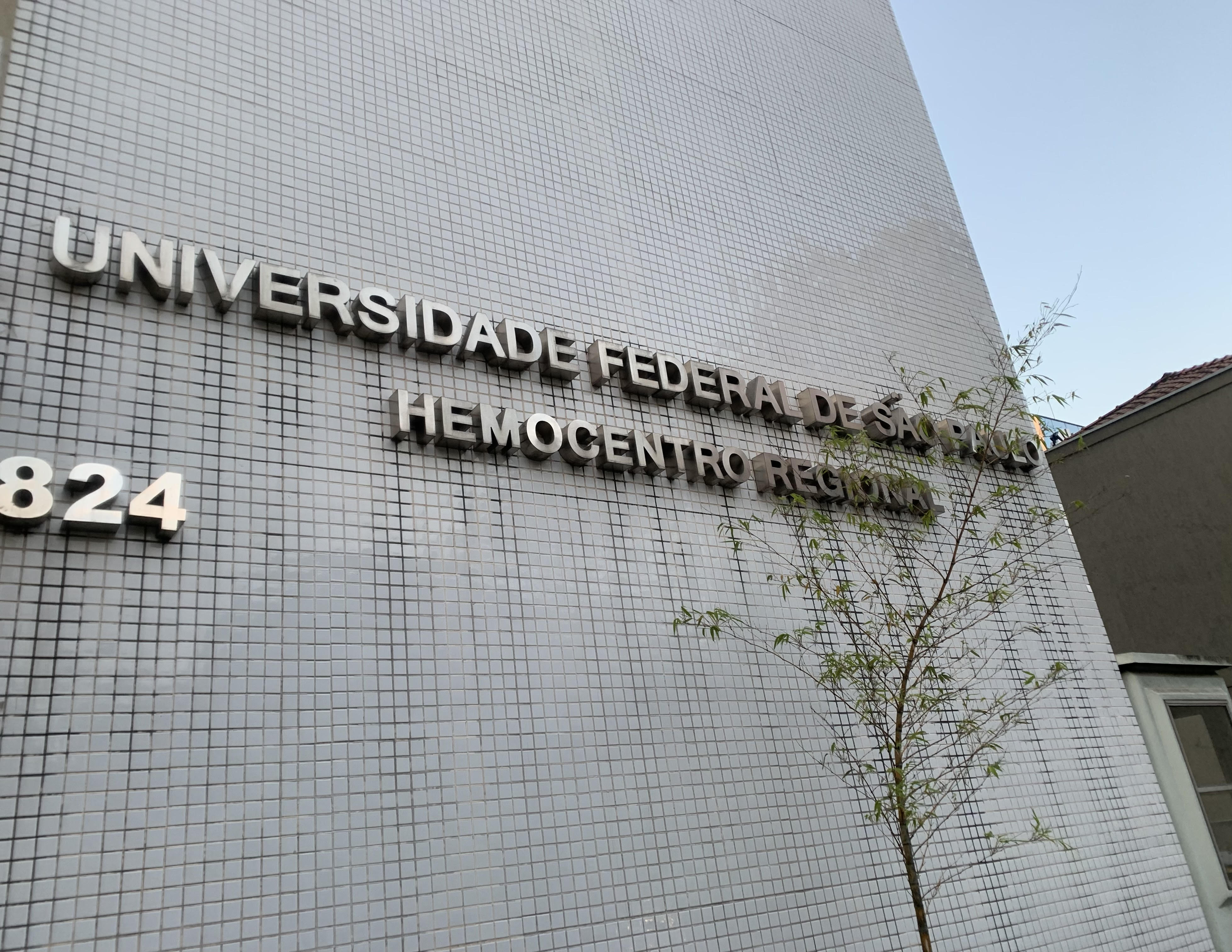
Hemocentro UNIFESP-HSP

Além disso, conta com o próprio Hemocentro, localizado na Rua Diogo de Faria, 824 - Vila Clementino, abrigando o banco de sangue, salas para pesquisas e ambulatórios. O prédio possui  5.905 metros quadrados, comportando 6 pavimentos e um subsolo, oferecendo uma estrutura para pacientes, doadores de sangue, estudantes, pesquisadores e docentes.

## Pandemia de COVID-19 e crise

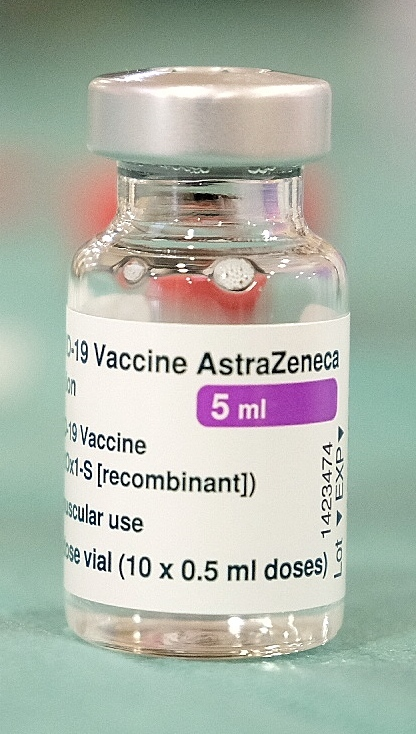
A vacina da Oxford-AstraZeneca para a COVID-19.

O Hospital São Paulo, junto com a UNIFESP, foi um dos responsáveis pela pesquisa, desenvolvimento e acompanhamento dos testes da vacina Oxford AstraZeneca (vacina ChAdOx1 nCoV-19) em 2020 no Brasil, durante a pandemia da COVID-19. Foram recrutados cerca de 5 mil voluntários da área da saúde para participarem dos testes da vacina, sendo que 2 mil eram da capital paulista. A coordenação ocorreu por meio das infectologistas Dra. Lily Yin Weckx e pela Dra. Sue Ann Costa Clemens do Centro de Referência para Imunobiológicos Especiais (CRIE), da Universidade Federal de São Paulo.
O Hemocentro do Hospital São Paulo, junto com a Fundação Pró-Sangue, Hemocentro de Ribeirão Preto, e o Hemocentro da UNICAMP, participaram de uma ação com o objetivo de mandar bolsas de plasma convalescente para o município de Araraquara, que em março de 2021 estava passando por um colapso em seu sistema de saúde devido à pandemia de COVID-19. O objetivo era poder transferir os anticorpos do plasma para um paciente infectado, a fim de se combater o vírus por meio uma imunização passiva.
No início de 2021, durante a pandemia, o HSP sofreu com a falta de insumos médicos, como medicamentos para intubação e remédios básicos para o atendimento do pronto socorro, consequentemente gerando uma greve de 600 residentes da instituição. A crise do hospital ocorre desde 2017, com déficit no caixa e falta de repasses do Ministério da Saúde, sendo então debatida, na época, na comissão de saúde da Câmara Municipal de São Paulo, a fim de se minimizar o problema. Em julho de 2021, a Justiça Federal determinou que o Ministério da Saúde repassasse as verbas bloqueadas ao Hospital São Paulo, considerando a suspensão dos repasses como ilegal. Em maio de 2022, o Governo do Estado de São Paulo enviou 8 milhões para o Hospital a fim de reformar o seu pronto-socorro e mais 50 milhões para ajuda de custeio. Nessa época, a dívida do Hospital passava dos 450 milhões de reais. Em um mês, o hospital gastava em média 30 milhões de reais, enquanto que recebia apenas 22 milhões do Governo Federal, tendo um déficit de 8 milhões mensais.